# Dirk Schuster
Dirk Schuster (Karl-Marx Stadt, Alemania del Este, 29 de diciembre de 1967) es un exfutbolista y entrenador alemán. Actualmente se encuentra sin equipo.   

## Carrera como futbolista

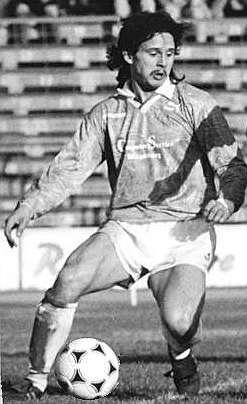
Dirk Schuster en 1990, jugando un partido para el 1.FC Magdeburg

Schuster, quien de joven vivió en Alemania del Este, fue uno de los primeros futbolistas del Este en trasladarse al Oeste, específicamente a Braunschweig, para jugar en el Eintracht Braunschweig. En 1991 pasó al Karlsruher SC, donde se estableció como un prestigioso defensa central.
Su traspaso en 1997 al 1. FC Köln resultó no ser tan exitoso, por lo que los siguientes años pasó por equipos de Austria y Turquía. En el año 2000,  jugó para el recién ascendido a la 2. Bundesliga, RL Ahlen, donde tuvo una buena temporada antes de regresar a Austria. Tuvo también un paso por la Oberliga.

## Carrera internacional
Fue internacional con Alemania Oriental en 4 ocasiones, debutando en marzo de 1990 contra Estados Unidos en Berlín del Este. Más tarde, formó parte 3 veces de la Selección de fútbol de Alemania.

## Carrera como entrenador

### ASV Durlach
Comenzó como entrenador en 2006, cuando fue como entrenador interino del ASV Durlach, entre el 16 de octubre de 2006 y el 10 de enero de 2007.

### Stuttgarter Kickers
El 30 de mayo de 2009 fue nombrado entrenador del Stuttgarter Kickers, donde firmó un contrato por dos años hasta el 30 de junio de 2011, para extenderlo luego hasta el 20 de junio de 2012. En este período, llevó a los Kickers a quedarse con el título de la Regionalliga Süd 2011-2012 y el ascenso a la 3. Bundesliga. Luego de 5 partidos seguidos sin marcar goles es despedido.
Registro de 55 victorias, 35 empates y 26 derrotas

### SV Darmstadt 98 (Primer período)
Fue contratado como entrenador del SV Darmstadt 98, equipo por aquel entonces de la 3. Bundesliga el 28 de diciembre de 2012. A pesar del intento de salvar al equipo del descenso, quedaron al final de la temporada en puestos de descenso, inicialmente descendiendo a la Regionalliga, pero a sus rivales del Kickers Offenbach se les negó la licencia para jugar en la 3. Liga para la temporada 2013/14 y fueron relegados a la Regionalliga, por lo que el SV Darmstadt 98 tomó su lugar, permaneciendo en la 3. Bundesliga
Para sorpresa de todos, en la temporada 2013/2014, Darmstadt consiguió un respetable tercer puesto en la liga, por lo que tuvo que jugar por la promoción a la 2. Bundesliga contra el Arminia Bielefield. El partido inicial fue derrota para los dirigidos por Schuster por 1-3 en Darsmtadt. El partido de vuelta tuvo una dramática definición, donde el visitante marcó el cuarto gol para el 2-4 definitivo al minuto 122 de juego, logrando así el ascenso a la 2. Bundesliga por gol de visitante.
Por segunda vez consecutiva, Dirk sorprende a todos con otro gran resultado en la liga. 2.º puesto para el recién ascendido. Esta temporada tuvo otro final dramático, ya que se definía el segundo ascenso directo entre tres equipos, quienes jugaron la última fecha en simultáneo. Hasta el minuto 71 de juego, Darmstadt quedaba en cuarta posición debido al 0-0 parcial contra el St. Pauli y sin posibilidades de ascenso. El gol de tiro libre de Tobias Kempe a los 71 minutos de juego le concedió al equipo de Schuster el ascenso a la 1. Bundesliga tras 33 años.
Más tarde, la votación del entrenador alemán del año lo dio como ganador por su desempeño en la temporada 2015/2016.
Registro de 53 victorias, 43 empates y 35 derrotas

### FC Augsburgo
Schuster tomó el cargo de entrenador del FC Augsburgo (1. Bundesliga) el 2 de junio de 2016, reemplazando a Markus Weinzierl, quien se fue al FC Schalke 04. Dirk fue despedido el 14 de diciembre del mismo año.
Registro de 4 vicotorias, 5 empates y 7 derrotas

### SV Darmstadt 98 (Segundo período)
El 11 de diciembre de 2017, Schuster es contratado nuevamente como entrenador de los Lilien, quienes ya radicaban nuevamente en la 2. Bundesliga, tomando el cargo dejado por Torsten Frings.
- Datos: Q463936
- Multimedia: Dirk Schuster / Q463936